# Río Coatzacoalcos
Der nur ca. 325 km lange Río Coatzacoalcos ist – gemessen an seiner Wassermenge – nach dem Río Usumacinta, dem Río Grijalva und dem Río Papaloapan der viertgrößte Fluss Mexikos.

## Geographie
Der Río Coatzacoalcos entspringt im Bergland der Sierra de Niltepec im mexikanischen Bundesstaat Oaxaca, fließt von da aus nordwärts und mündet in der Landenge des Isthmus von Tehuantepec im Bundesstaat Veracruz in den Golf von Mexiko. Er hat mehrere kleinere Nebenflüsse; der größte ist der Río Uxpanapa, der zusammen mit ihm ein 28 km langes und auch von Hochseeschiffen befahrbares Mündungsgebiet bildet, an dessen Westufer die Hafenstadt Coatzacoalcos liegt.

## Wirtschaft
Die Uferzonen des Río Coatzacoalcos und seiner Nebenflüsse, später auch das gesamte Hinterland, wurden jahrhundertelang abgeholzt. Mittlerweile ist die Landschaft geprägt von Feldern und Viehweiden. Die größte wirtschaftliche Rolle spielen heute die Hafen- und Industrieanlagen auf beiden Seiten der Flussmündung.

## Infrastruktur
Die im Jahr 1980 fertiggestellte Schrägseilbrücke über den Río Coatzacoalcos ist mit einer Gesamtlänge von 1170 m und einer Pfeilerhöhe von ca. 100 m eins der Wahrzeichen des modernen Mexiko. Nur wenig weiter nördlich befindet sich ein vierspuriger 2,3 km langer (davon ca. 700 m unter dem Fluss) Straßentunnel kurz vor seiner Fertigstellung; er soll die Stadt auf dem westlichen Flussufer in maximal 30 m Tiefe (d. h. ca. 10 m unterhalb des vertieften Flussbettes) mit der Siedlung von Villa Allende und den Industriegebieten von Minatitlán auf der Ostseite miteinander verbinden.

## Umweltverschmutzung
Durch Düngemittel, Pflanzenschutzmittel und menschliche Abwässer (aguas negras) gelangen bereits im Oberlauf des Río Coatzacoalcos beträchtliche Giftmengen in den Fluss; hinzu kommen erhebliche Mengen an Plastikmüll. Sein Mündungsgebiet wird zusätzlich durch Abwässer der Chemieindustrie und der Raffinerien verschmutzt. Der Río Coatzacoalcos gilt somit als der am meisten kontaminierte Fluss Mexikos. Trotzdem wird im Mündungsgebiet weiterhin Fischfang betrieben, wobei die Fänge jedoch stark zurückgegangen sind und die Fische kaum noch auf den Märkten verkauft werden können.

## Legende
Der Name Coatzacoalcos („Ort, wo die Schlange sich versteckt“) soll auf den Gottkönig Quetzalcóatl („Federschlange“) zurückzuführen sein, der für sich aus Schlangenhäuten ein Floss gebaut hatte, mit dem er übers Meer entschwunden sein soll. Das Stadtwappen von Coatzacoalcos und eine in den 1990er Jahren erbaute Pyramide, in der ein Museum zur Geschichte, Kunst und Kultur der Olmeken untergebracht ist, erinnern daran. Eine ähnliche Fassung der Legende findet sich als Gründungsmythos der Maya-Stadt Chichén Itzá auf der Halbinsel Yucatán.